# Mauguio
Mauguio este o comună în departamentul Hérault din sudul Franței. În 2009 avea o populație de 16.195 de locuitori.

## Evoluția populației
| An        | 1975  | 1982  | 1990   | 1999   | 2006   | 2009   |
| --------- | ----- | ----- | ------ | ------ | ------ | ------ |
| Populație | 5.595 | 9.791 | 11.487 | 14.847 | 15.514 | 16.195 |